# Handball Clermont Auvergne Métropole 63
 (août 2022).
La mise en forme du texte ne suit pas les recommandations de Wikipédia : il faut le « wikifier ».
Les points d'amélioration suivants sont les cas les plus fréquents :
- Les titres sont pré-formatés par le logiciel. Ils ne sont ni en capitales, ni en gras.
- Le texte ne doit pas être écrit en capitales (les noms de famille non plus), ni en gras, ni en italique, ni en « petit »…
- Le gras n'est utilisé que pour surligner le titre de l'article dans l'introduction, une seule fois.
- L'italique est rarement utilisé : mots en langue étrangère, titres d'œuvres, noms de bateaux, etc.
- Les citations ne sont pas en italique mais en corps de texte normal. Elles sont entourées par des guillemets français : « et ».
- Les listes à puces sont à éviter, des paragraphes rédigés étant largement préférés. Les tableaux sont à réserver à la présentation de données structurées (résultats, etc.).
- Les appels de note de bas de page (petits chiffres en exposant, introduits par l'outil «  Source ») sont à placer entre la fin de phrase et le point final[comme ça].
- Les liens internes (vers d'autres articles de Wikipédia) sont à choisir avec parcimonie. Créez des liens vers des articles approfondissant le sujet. Les termes génériques sans rapport avec le sujet sont à éviter, ainsi que les répétitions de liens vers un même terme.
- Les liens externes sont à placer uniquement dans une section « Liens externes », à la fin de l'article. Ces liens sont à choisir avec parcimonie suivant les règles définies. Si un lien sert de source à l'article, son insertion dans le texte est à faire par les notes de bas de page.
- La présentation des références doit suivre les conventions bibliographiques. Il est recommandé d'utiliser les modèles {{Ouvrage}}, {{Chapitre}}, {{Article}}, {{Lien web}} et/ou {{Bibliographie}}. Le mode d'édition visuel peut mettre en forme automatiquement les références.
- Insérer une infobox (cadre d'informations à droite) n'est pas obligatoire pour parachever la mise en page.

Pour une aide détaillée, merci de consulter Aide:Wikification.
Si vous pensez que ces points ont été résolus, vous pouvez retirer ce bandeau et améliorer la mise en forme d'un autre article.
Actualités
Dernière mise à jour : 27 juillet 2025.
Le Handball Clermont Auvergne Métropole 63 (abrégé HBCAM 63) est un club français de handball féminin basé à Clermont-Ferrand (Puy-de-Dôme).
Il est fondé en 2013 sur une convention liant plusieurs clubs de la Clermont Auvergne Métropole dont le Handball Ceyrat, le HBC Pérignat, le Handball Club Cournon d’Auvergne, le Stade clermontois Handball, l'AL Aubière Handball et le Châtel Guyon Handball. D'autres clubs locaux ont rejoint ce partenariat.
Sa section féminine évolue en Division 2 pour la saison 2022-2023, niveau que le club a atteint en 2019.
Pour la saison 2022/23, le club obtient pour la première fois le statut nécessaire à une montée en D1F : le statut VAP (Voie d'Accession au Professionnalisme).
L'équipe réserve évolue en Nationale 2.

## Historique

### Bilan saison par saison
| Saison    | Div. | Div. | Saison régulière | Saison régulière | Barrage / Playoffs                    | Coupe de France | Entraîneur       |
| --------- | ---- | ---- | ---------------- | ---------------- | ------------------------------------- | --------------- | ---------------- |
| 2013-2014 | V    | N3   | ?e               | ? - ?            | -                                     | 3e tour         |                  |
| 2014-2015 | ?    | N2   | ?e               | ? - ?            | -                                     | <= 4e tour      |                  |
| 2015-2016 | IV   | N1   | 3e (P1)          | ? - ?            | -                                     | <= 2e tour      |                  |
| 2016-2017 | IV   | N1   | 5e (P4)          | 13 - 1 - 8       | -                                     | <= 3e tour      |                  |
| 2017-2018 | IV   | N2   | 4e (P4)          | 14 - 5 - 3       | -                                     | <= 3e tour      |                  |
| 2018-2019 | III  | N1   | 1re (P4)         | 17 - 2 - 3       | -                                     | <= 3e tour      | Jamal El Kabouss |
| 2019-2020 | II   | D2   | 4e (P2)          | 7 - 1 - 6        | Playoffs : arrêtés (0 - 0 - 2)        | 1/32e de finale | Jamal El Kabouss |
| 2020-2021 | II   | D2   | 5e (P2)          | 6 - 1 - 7        | Playdowns : 1er (poule B) (4 - 0 - 2) | arrêtée         | Jamal El kabouss |
| 2021-2022 | II   | D2   | 9e               | 12 - 1 - 13      | -                                     | 2e tour         | Florence Sauval  |
| 2022-2023 | II   | D2   | 5e               | 15 - 2 - 7       | -                                     | 1er tour        | Florence Sauval  |
| 2023-2024 | II   | D2   | 4e               | 13 - 4 - 7       | -                                     | Phase de poule  | Florence Sauval  |
| 2024-2025 | II   | D2   | -                | -                | -                                     | ?               | Florence Sauval  |